# 都市改造事業
都市改造事業（としかいぞうじぎょう）は、日本において、広義には、戦災復興事業、土地区画整理事業、耐火建築促進法による防火建築帯造成事業、防災建築街区造成法による防災建築街区造成事業、市街地改造法による市街地改造事業等、戦後の復興期から実施された都市の再生事業を指し、狭義には土地区画整理事業のうち幹線道路整備を含むものとして1956年（昭和31年度）に創設された「都市改造型土地区画整理事業」を指す。ここでは、狭義の「都市改造土地区画整理事業」について「都市改造事業」として紹介する。
都市改造事業は、区画整理方式を用いて街路の造成を行い、併せて、宅地の利用増進を図るものである。
1958年(昭和33年度) に創設された道路整備特別会計により道路特会予算となっている。1970年(昭和45年度) には、組合土地区画整理事業への道路整備特別会計補助制度創設がなされ、併せて、都市改造事業は公共団体区画整理補助事業に改称されている。

## 国庫補助（道路整備特別会計による国庫補助）
1954年（昭和29年度）、これまでの耕地整理法準用を改めて土地区画整理事業の手続きを定めた「土地区画整理法」が制定され、土地区画整理事業は名実ともに市街地整備の手法として確立した。助成制度については、従来、土地区画整理事業に対する国庫補助は、 戦災復興事業のほかは災害復興事業のみであり、1952年（昭和27年）の鳥取火災復興、1954年（昭和29年）の北海道岩内の火災復興等に限定して行われていた。
1956年（昭和31年）、一般の土地区画整理事業への最初の国庫補助制度である都市改造事業が、第一次道路整備五カ年計画の一環として創設された。この事業は、土地区画整理事業によって道路整備が推進されることに着目し、ガソリン税を財源として、道路整備相当分を助成するものである。昭和31年度の第二阪神国道整備（神戸市、西宮市、芦屋市、尼崎市）、東京駅八重洲口駅前広場整備等の5地区を皮切りに、昭和44年度末までに330地区2,100haで補助が行われた。昭和29年の土地区画整理法制定から昭和44年の新都市計画法制定までの間は、都市改造事業が創設された効果が大きく、公共団体施行が組合施行を上回る実績をあげた。都市改造事業の代表例としては、密集市街地の幹線道路整備として大阪市第二阪神国道、神戸市浜手幹線地区、鉄道の新設・移設に伴う駅前広場など整備を目的とする静岡県浜松市駅南地区、大阪市新大阪駅周辺、福岡市博多駅周辺などがある。
昭和44年の新都市計画法以後では、昭和45年から絹合事業にも国庫補助が行われるようになったために、組合事業が飛躍的に増加した。

## 戦災復興事業の受け皿として
1946年（昭和21年）から特別都市計画法に基づき実施されてきた 戦災復興土地区画整理事業は、ドッジ・ライン等の影響を受けて漸次縮小され、1957年（昭和32年）に収束計画を作成し、必要な事業は別事業に切り替えて継続することとなり、最終的に1959年（昭和34年）に打ち切られることになる。特別都市計画法自体が1954年（昭和29年）土地区画整理法の成立・施行とともに廃止になっており、戦災による被害が大きく事業が終結しなかった大都市をはじめとして、以降は、土地区画整理事業（都市改造事業）が戦災復興事業を引き継いでいく。当時の建設白書は戦災復興事業について「終戦以来10数年多くの悪条件と取組みながらも、世界に類のない復興事業が、5大都市を除いて本年度をもって完成する運びとなった。これに要した総事業費は約450億円となる。一方、東京、横浜、名古屋、大阪、神戸の五大都市は、なお相当量の残事業があり、戦災復興事業に関連する都市改造として施行完成する予定である。」と記載している。

## 事業対象地区（都市改造事業基本方針）
＊出典について
一、都市改造事業の補助対象地区は、次の各号の一に該当する地区面積1.5万坪以上の地区について土地区画整理事業を施行するもので、当該事業には計画巾員20m以上の幹線街路の改良を含むものとする。
（イ）主要駅の周辺地区で交通混雑を緩和するために改造を必要とするもの。
（ロ）中心市街地の高度利用を図るために市街地の改造を必要とする地区で、改造後の平均階数が2.5階以上となるもの。
（ハ）戦災復興事業等の土地区画整理事業による施行済の区域に隣接した未整理の区域であって施行済区域の効率を著しく減殺しているもの。
二、都市改造事業の補助対象額は、原則として当該都市改造事業として施行する土地区画整理事業に要する経費（以下総事業費という。）のうち幅員11m以上の街路を整備するために必要な経費の額とする。但し前記によって算出された額が、総事業費の80以下であり、かつ当該都市改造事業の施行地区内の幅員20m以上の幹線街路を用地買収方式により整備する場合に必要とする経費の額（以下買収式事業費という）以下であるときは、次の区分によって補助対象額を引上げることができる。
（イ）総事業費の80%に相当する額が買収式事業費の額より低いときは、総事業費の80%までの額。
（ロ）総事業費の80%に相当する額が買収事業費の額より高いときは買収事業費の額までの額。
三、一、及び二、に掲げた基準は、昭和三十二年度以降新規に着工するものにつき適用する。
四、その他
（イ）本事業は、土地区画整理法第三条第三項の公共団体施行とする。
（ロ）本事業に対する国の補助率は、前記補助基準に基づき算定された基本額の二分の一とし、その財源は全額揮発油税とする。
（ハ）揮発油税財源を充当する関係上、土地区画整理事業のうち、公園並びに街路排水に関係のない河川及び水路等に要する事業費は対象外とする。
（ニ）幅員11m以上街路については、舗装工事も補助対象とする。